# WarioWare: Touched!
 (mars 2020).
Si vous disposez d'ouvrages ou d'articles de référence ou si vous connaissez des sites web de qualité traitant du thème abordé ici, merci de compléter l'article en donnant les références utiles à sa vérifiabilité et en les liant à la section « Notes et références ».
WarioWare: Touched! (ou Sawaru Made in Wario (さわる メイドインワリオ) au Japon) est un jeu vidéo développé et édité par Nintendo et sorti en 2005 sur Nintendo DS. Il est disponible au lancement de la console.
Tous les mini-jeux sont jouables via le stylet pour plus de précision et certains d'entre eux le sont avec le microphone de la Nintendo DS.
Le jeu a été réédité sur le Nintendo eShop de la Wii U en 2015. Il est sorti également sur la Nintendo 3DS sous forme de récompense d'une durée limitée pour les membres de My Nintendo le 17 mars 2016 au Japon et le 31 mars 2015 en Amérique du Nord, Europe et Australie.

## Système de jeu
Comme dans WarioWare, Inc.: Mega Microgame$ sur Game Boy Advance, le joueur enchaîne de nombreux mini-jeux, d'une durée de 3 à 6 secondes, la principale différence vient de l'utilisation de la Nintendo DS : les jeux se déroulent maintenant sur deux écrans, et se jouent avec le stylet ou le microphone.
Le déroulement du jeu est identique aux épisodes précédents : un personnage apparait sur la carte du jeu, une vidéo racontant son problème est montrée au joueur (par exemple Wario a mal aux dents et va chez le dentiste), qui doit alors effectuer les jeux du personnage en questions (certains personnages sont spécialisés dans certains types de jeux - par exemple « découper », ou « déplacer » - d'autres sont des compilations de jeux). Après un certain nombre de jeux, et s'il n'a pas échoué de trop nombreuses fois (un échec fait perdre une vie, le joueur dispose de quatre vies) le joueur affronte le boss du niveau, et pourra ensuite sélectionner d'autres personnages et histoires. Il est possible de rejouer les jeux de chaque personnage déjà effectué, sans que cette fois la partie ne s'arrête au boss ; dans ce mode, le joueur récupère une vie après avoir vaincu le boss et peut continuer jusqu'à perdre toutes ses vies, et peut ainsi jouer le score (le score étant le nombre de jeux gagnés dans une partie).
De nombreux mini-jeux annexes se débloquent au fil du jeu, et peuvent être joués n'importe quand. Il s'agit par exemple d'un jeu de tennis de table jouable à deux joueurs sur la même console, d'un jeu de yo-yo, de jeux d'observation ou de dessin etc.

## Équipe de développement
- Producteurs : Yoshio Sakamoto, Ryouichi Kitanishi
- Superviseurs : Katsuya Yamano, Toshio Sengoku
- Concepts : Koichi Kawamoto
- Réalisateur en chef : Ryuichi Nakada
- Réalisateur son : Masaru Tajima, Kenichi Nishimaki
- Musique : Masanobu Matsunaga, Yasuhisa Baba
- Producteur exécutif : Satoru Iwata

## Voix
- Charles Martinet : Wario
- Leslie Swan : Mona, Kat
- Sara Rades : Ana
- Tom Ebersprecher : Jimmy. T, Dribble
- Jean Nishida : Ashley
- Tim O'Leary : Dr. Crygor
- Darren Smith : Mike
- Reiko Ninomiya : 9-Volt